# Ани (футбольный клуб, Ереван)
| Ани Ереван     | Ани Ереван                |
| -------------- | ------------------------- |
| Основан        | 2019                      |
| Расформирован  | 2020                      |
| Стадион        | «Республиканский», Ереван |
| Вместимость    | 14403                     |
| Президент      | Хорен Овсепян             |
| Главный тренер | Андраник Овсепян          |

Ани (Арм. Անի, ֆուտբոլային ակումբ, Երևան) — футбольный клуб из города Ереван. Создан в 2019 году, расформирован в 2020.

## История
Клуб создан в 2019 году. Матчи проводились на Республиканском стадионе имени Вазгена Саркисяна. В этом же сезоне команда дебютировала в Первой лиге Армении по футболу, где заняла 14 место. В 2020 году клуб был расформирован.

## Статистика выступлений

### Первая лига Армении по футболу
2019/20 14-е место (из 17 мест)